# Herminia vanica
Herminia vanica là một loài bướm đêm trong họ Noctuidae.